# Turcibányatelep
Turcibányatelep (Turț-Băi), település Romániánban, a Partiumban, Szatmár megyében.

## Fekvése
Turc közelében fekvő település.

## Története
Turchoz tartozó falu, mely 1956-ban vált külön Turctól. 
1910-ben 115 lakosából 38 román, 77 magyar volt.
1956-ban 236 lakosa volt.
2002-ben 109 lakosából 82 román, 27 magyar volt.